# Macquariekakariki
De macquariekakariki (Cyanoramphus novaezelandiae erythrotis) is een vogel uit de familie Psittaculidae (papegaaien van de Oude Wereld). Het is een uitgestorven, endemische vogelsoort van Macquarie Island, een oceanisch eiland in de Zuidelijke Oceaan, ongeveer 1500 km ten zuidoosten van Tasmanië. De vogel werd in 1832 door Johann Georg Wagler als aparte soort beschreven, maar wordt opgevat als ondersoort van de roodvoorhoofdkakariki (C. novaezelandiae).
Hoewel al kort na de kolonisatie in 1810 uitheemse roofdieren zoals katten werden ingevoerd, bleef deze kakariki tot ongeveer 1880 talrijk voorkomend op het eiland. Toen ook konijnen en weka's (Gallirallus australis) werden ingevoerd leidde dit tot een enorme toename van de kattenpopulatie en daardoor werd ook de kakariki bedreigd. Deze op de grond broedende parkiet was in 1890 van het eiland verdwenen; er is nog een onbevestigde waarneming uit 1891.

## Kenmerken
De macquariekakariki was groter en lichter van kleur dan de roodvoorhoofdkakariki. Deze parkiet bereikte een lichaamsgrootte van 27 cm tot 30,5 centimeter. Het verenkleed was over het algemeen groen, donkerder aan de bovenkant en lichter en geler aan de onderkant. Het voorhoofd, de kuif, de achterste oogstreep en de vlekken aan beide kanten van de stuit waren rood. De buitenste pluimen van de handvleugels waren violetblauw. De snavel was licht blauwachtig grijs. De punt van de snavel was donkergrijs. De iris was rood. De poten en voeten waren grijsbruin. De staart was korter dan bij de roodvoorhoofdkakariki met een duidelijk lichtere olijfkleurige onderkant.

## Habitat en leefwijze
Omdat er geen bomen zijn op Macquarie Island, was de macquariekakariki een grondbewoner. Hij bouwde zijn nest onder polgras op de grond of in holen. Hij werd vaak aan de kust gevonden, waar hij zich voedde met ongewervelde dieren die in het aangespoelde zeewier zaten. Hij voedde zich ook met een verscheidenheid aan zaden. Er is niet veel bekend over zijn leefwijze.

## Taxonomie
De macquariekakariki werd eerder beschouwd als een ondersoort van de roodvoorhoofdkakariki (Cyanoramphus novaezelandiae), waar hij qua uiterlijk op leek, maar werd later op één hoop gegooid met Reischeks kakariki (Cyanoramphus hochstetteri) van de Antipodeneilanden in een artikel uit 2001 van Wee Ming Boon en anderen na een onderzoek naar de moleculaire systematiek van het geslacht, waaruit bleek dat veel van de ondersoorten van de roodvoorhoofdkakaraki's tot volwaardige soorten moesten worden verheven. Later bleek echter dat de herkomst van het veronderstelde Macquarie Island-materiaal van Boon et al. niet klopte, maar afkomstig was van de Antipodeneilanden.

## Geschiedenis
Toen Macquarie Island in 1810 werd ontdekt, waren de papegaaien wijdverspreid in de graslanden en talrijk aan de kustlijn, waar ze zich voedden met ongewervelde dieren in het op het strand gewassen zeewier. Ondanks de introductie van honden en katten op het eiland in 1820, en de jacht op voedsel door robbenjagers, bleven de papegaaien er talrijk tot ongeveer 1880.
De overgang van overvloed naar uitsterven duurde iets meer dan een decennium. De cruciale gebeurtenissen die leidden tot het uitsterven van de papegaai waren de introductie van zowel weka's als Europese konijnen op het eiland in de jaren 1870 en de daaropvolgende verspreiding in de jaren 1880. Tot die tijd was de winter, met de seizoensgebonden afwezigheid van holenbroedende stormvogels en broedende pinguïns, een periode van voedselschaarste voor landroofdieren, waardoor hun aantal beperkt bleef. De aanwezigheid van konijnen zorgde ervoor dat katten en weka's het hele jaar door voedsel hadden en dat hun aantal kon toenemen, wat leidde tot meer predatie op de papegaai, waarvan de laatste waarneming in 1891 was.

## Uitsterven
In het begin van de 19e eeuw bezochten zeelieden regelmatig Macquarie Island en doodden grote aantallen vogels, waaronder pinguïns, rallen en kakariki's, als voedselvoorraad. In 1820 bezocht een Russische expeditie onder leiding van Fabian Gottlieb von Bellingshausen Macquarie Island en verzamelde 20 exemplaren van de macquariekakariki voor musea. Er werd ook een levende vogel gevangen. In 1877 en 1880 waren de kakariki's naar verluidt nog relatief algemeen. In het daaropvolgende decennium was er echter een drastische afname van de populatie en in 1890 werd het laatste exemplaar van de macquariekakariki waargenomen. Onbevestigde waarnemingen zouden hebben plaatsgevonden in 1891 en 1894. Verschillende factoren lijken te hebben bijgedragen aan het uitsterven. Naast de jacht zouden geïntroduceerde dieren als katten, ratten, honden, wezels en konijnen een plaag zijn geweest voor de kakariki's, door hun nesten te plunderen of hun voedselbron te vernietigen.